# بوهمیت
'بوهمیت'  (به انگلیسی: Boehmite) با فرمول شیمیایی AlOOH از مجموعه کانی هاست و از نام یک زمین‌شناس و دیرینه‌شناس بنام Bohm گرفته شده‌است. نامحلول در اسیدها، داراي Al2O۳:۸۴٫۹۹٪  H2O:۱۵٫۰۱٪  ، از نظر شکل بلور: منشوری - پهن و کوتاه، شفافیت: نیمه شفاف، جلا: شیشه‌ای - صدفی، رخ: خوب، سیستم تبلور: ارترومبیک و در رده‌بندی هیدروکسید   و منشأ تشکیل آن اگزوژن - هیدروترمال است.
بوهميت با فرمول شيميايي ALOOH  و با نام شيميايي اکسي هيدروکسيد آلومينيوم يک نوع کاني مي باشد که در طبيعت بيشتر در سنگ معدني به نام بوکسيت يافت مي شود. بوهميت داراي  فرمول شيميايي يکساني با کاني دياسپور است اما به دليل ساختمان کريستالي متفاوتي(تشخيص ساختمان با استفاده از پراش اشعه ايکس) که دارد داراي نام مينرالي بوهميت است. وقتي پراش اشعه ايکس به عنوان يک ابزار عمومي در دسترس قرار گرفت شخصي به نام بوهم Bohm طرح تفرق جديدي براي يک هيدروکسيد آلومينيوم رسوب کرده از سولفات آمونيوم در 100در جه سانتي گراد کشف کرد ، سپس اين طرح را در هيدروکسيد آلومينيوم خالص شده با فشار و در نمونه هاي خالص بوکسيت مشخص کرد که هردو حدود 15درصد آب پيوندي داشتند. او نتيجه گرفت که فاز مزبور ايزومري از دياسپور بوده است.نام مينرالي بوهميت توسط لاپارنت براي اين محصول پيشنهاد شد.

## کاربردهاي بوهميت
بوهميت يكي از مواد معدني است كه داراي كاربردهاي زيادي در حوزه هاي سراميك، نفت، پتروشيمي و پزشكي
مي باشد  که براي مثال بعنوان كاتاليست و پايه كاتاليست، غشاها، نسوزها، ساينده ها، جاذب ها، از آن استفاده شده است .  
يكي از مهمترين كاربردهاي بوهميت بعنوان پيش ماده در سنتز آلومينا مي باشد كه الومينا به خاطر داشتن خواص
ويژه اي مثل مدول الاستيسيته بالا، پايداري گرمايي و شيميايي و خواص نوري مناسب، مورد توجه محققين قرار گرفته است. بوهميت مي تواند به صورت مستقيم و تحت  عمليات حرارتي در محدوده 450 تا 700درجه سانتي گراد به گاما آلومينا تبديل شود که خصوصيات اين ماده مانند سطح ويژه و تخلخل به شدت وابسته به مورفولوژي پيش ماده بوهميت مي باشد . همچنين بوهميت در توليد کوراندوم يا همان آلفا آلومينا استفاده مي شود . بوهميت را مي توان با حرارت دادن در دماهاي بالاتر از 1100درجه سانتي گراد به آلفا آلومينا تبديل کرد.

## روش هاي سنتز بوهميت
امروزه روش هاي متنوعي براي توليد بوهميت به کار گرفته مي شود براي مثال روش هيدرو ترمال،روش سل -ژل، روش رسوبي ،روش الکتروليز و غيره. که در ادامه به تجربيات و کارهاي انجام گرفته در هر روش پرداخته مي شود.

### روش رسوبي
در تحقيقي که توسط اقاي سابرت انجام گرفت ،  سولفات آلومنيوم را در آب ديونيزه حل نموده ومحلول را پس از مخلوط شدن با اسيدسولفوريک غليظ و اوره به مدت يک ساعت تا نزديکي نقطه جوش اسيد حرارت دادند. سپس محلول به دست آمده را به مدت 6 ساعت در دماي جوش روي همزن مغناطيسي نگه داشته تا pHمحلول به 7 برسد. پس از شکل گيري رسوبات بوهميت عمل فيلتراسيون و در نهايت خشک کردن محصول به مدت چند ساعت در دماي آزمايشگاه صورت پذيرفت. 
در تجربه اي ديگراقاي کونگ با اين روش موفق به سنتز بوهميت گرديد بدين صورت که سولفات الومينيوم و کلريد آلومينيوم با نسبت هاي وزني معين در آب دي يونيزه شده به ظور جداگانه حل شدند و سپس در يک بشر قرار گرفتند و در ادامه اوره و سورفکتانت به محلول اضافه شد . ظرف حاوي محلول  با دماي 90 درجه سانتيگراد و به مدت يک ساعت روي همزن مغناطيسي نگهداري شد، با اين کار موجبات شکل گيري رسوبات سفيد رنگ صورت پذيرفت و در ادامه با سانتريفيوژ و شستشو رسوب حاصل از يون هاي کلريد و سولفات تميز گرديدو نهايتا با خشک کردن رسوب بوهميت به دست آمد. و مشخص شد که افزودن سديم استارات و تويين80 به عنوان سورفکتانت موجب بهبود پراکندگي پودر بوهميت شده و از اگريگيت شدن جلوگيري مينمايد .تويين 80 و سديم استارات در نسبت هاي وزني به ترتيب   0.75درصد و 0.14درصد موجب دستيابي به پارتيکل هايي با مورفولوژي کروي و اندازه0.36ميکرون شدند.
در تحقيقي ديگر توسط اقاي شانگ محلولي از آلومينيوم نيترات و آمونيوم کربنات با غلظت هاي مولي معين تهيه گرديد و هرکدام را به‌طور جداگانه از طريق بورت و به صورت قطره قطره به يک بشر حاوي اب دي يونيزه اضافه نمودند،در حين اين فرايند محلول توسط همزن مغناطيسي همگن شده و دما در حدود 70درجه سانتي گراد کنترل گرديد و در پايان PH بين 5الي5.5اندازه گيري شد سپس با نگهداري در دماي 30درجه به مدت 24ساعت  و ديسپرز کردن مجدد در دماي100درجه به مدت 24ساعت و در ادامه با فيلتراسيون و شستشو توسط الکل و خشک کردن در دماي محيط ، بوهميت حاصل گرديد.اين بوهميت به دست امده قابليت تبديل به گاما الومينا با سطح ويژه380الي450متر مربع بر گرم را از خود نشان داد.

### روشسل-ژل
در تحقيقي آقاي ژانگ آلومينيوم پروپوکسايد را به عنوان پيش ماده در مقدارمعيني آب مقطر در دماي90 درجه به مدت 2ساعت حل نموده و سپس اسيد نيتريک را به محلول افزودند و سپس محلول حاصل در ظرف دربسته به مدت 24 ساعت در دماي 90نگهداشته تا ژل بوهميت به دست ايد سپس رسوب حاصل را با سانتريفيوژ از ناخالصي ها عاري نمودند.از سختي هاي اين روش مي توان به بالا بودن هزينه تهيه پيش ماده ان و حساس بودن بالا به پارامترهاي سنتز اشاره کرد.

### روشهيدروترمال
در تحقيقي آقاي لي بوهميت هاي گل شکل را با استفاده از روش هيدروترمال سنتز نمودند آن ها از مخلوط اتانول و تولوِئن به عنوان حلال و کلريد آلومينيوم استفاده کردند بدين صورت که مقدار معيني از کلريد آلومينيم را در ظرف حاوي اتانول که تحت همگن سازي با هم زن مغناطيس در دماي محيط قراردارد به مدت 30دقيقه حل کردند  و سپس تولوئن را به اهستگي اضافه کرده و به مدت 2دقيقه همزن همگن سازي محلول را انجام مي دهد. محلول بي رنگ به دست امده را به اتوکلاو انتقال داده واکنش موردنظر در دماي 200درجه سانتي گراد و 24ساعت در اتوکلاو انجام گرفت و در دماي اتاق سرد شد و چندين بار شستشو توسط اتانول انجام گرفت در نهايت با خشک کردن در دماي 60 درجه به مدت 24 ساعت پودر بوهميت حاصل به دست امد . تولوئن تاثير قابل توجهي بر القاي مورفولوژي گل مانند داشت. بوهميت به دست امده داراي سطح ويژه 165 مترمربع بوده که بسيار خوب مي باشد.همچنين بوهميت حاصل را به مدت 2ساعت در دماي 500حرارت داده و مشاهده شد که گاما آلومينا به دست امده نيز همان مورفولوژي گل مانند بوهميت را دارا مي باشد
در تحقيقي ديگر حق نظري و همکاران محلول آلومينيم نيترات را به عنوان پيش ماده و سديم هيدروکسيد را به عنوان عامل رسوب زا با غلظت مولي معين تهيه کردند و سديم هيدروکسيد را به صورت قطره قطره به آلومينيم نيترات اضافه کرده تا pH  به 10 برسد و رنگ محلول به شيري تغيير کند و اين محلول به اتو کلاو انتقال داده شد و در دما ها و زمان هاي متفاوت مورد بررسي قرار گرفت و نتيجه گيري شد که با افزايش دما و زمان سنتز بوهميت در اتو کلاو ، شاهد بلورينگي بيشتر بوهميت و مورفولوژي مکعبي خواهيم بود

### نتيجه گيري از روش هاي سنتز
روش هيدروترمال ، چون هم كنترل پذير است و هم قابليت بلورين شدن بالايي براي مواد دارد  و هم از لحاظ هزينه و سهولت کار مناسب است براي توليد ALOOH بيشتر مورد استفاده قرار مي گيرد . نوع رسوب دهنده ، PH محلول، دما و زمان سنتز بر روي شکل و ساختار بوهميت سنتز شده در اين روش نقش اساسي دارد.و براي اولين بار توسط اقاي بوگوش براي سنتز بوهميت از اين روش استفاده شد

## روش هاي شناسايي بوهميت
براي شناسايي يک فاز و خواص ساختاري و سطحي ان نمي توان از يک روش اناليز به تنهايي کمک گرفت بلکه مجموعه از روش هاي اناليز ما را در پيدا کردن نوع فاز هاي موجود و ويژگي هاي آن ها کمک مي کند.
با استفاده از اناليز XRD يا همان پراش پرتو ايکس يکسري ديتا به دست مي اوريم با استفاده از نرم‌افزار اکسپرت اين اعداد تبديل به يک منحني مي شوند و بانک اطلاعاتي که در اين نرم‌افزار وجود دارد پيک هاي مشخصه نمونه با پيک هاي بانک اطلاعاتي نرم‌افزار مقايسه مي شود در صورت تطبيق اين دو ما متوجه تشکيل بوهميت در نمونه مي توانيم شويم. و هرچه پيک هاي تيزتري مشاهده گردد متوجه مي شويم بوهميت ما داراي بلورينگي بالاتري مي باشد.
استفاده از اناليز FTIR راه ديگري جهت تعييين ساختار نمونه هاي سنتز شده مي باشد در اين اناليز در 1400،1600،1650،1820،1975و2100 پيک هاي ظاهر مي شوند که مربوط به ارتعاشات کششي و خمشي مختلف AL_OH در شبکه بوهميت مي باشد.
با استفاده از اناليز FESEM و TEM  مي توان به مورفولوژي سطحي ذرات و تاثير پارامترهاي مختلف مانند زمان و دماو غيره بر شکل ذرات پي برد و نتيج و تصاوير به دست امده از اين اناليز و مقايسه و بررسي ان با نتايج حاصل از XRD و FTIR به ما در نتيجه گيري نهاييي کمک مي کند.
با استفاده از آناليز BET  که براساس سنجش حجم گاز نيتروژن جذب و واجذب شده است(نيتروژن گازي هست که به راحتي به سطح جامد جذب مي شود) مي توان به سطح ويژه و نوع و حجم حفرات  يا همان تخلخل ها نمونه پي برد. براي مثال ايزوترم هاي IV نشان مي دهد که نمونه ما به صورت مزوپرس مي باشد يعني ابعاد تخلخل هاي آن بين 2الي 50نانومتر است.

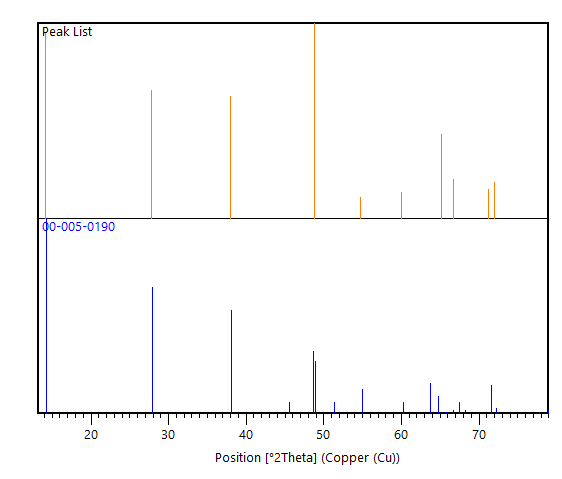
مقايسه پيک هاي شاخص نمونه سنتز شده(نارنجي) به روش رسوبي با پيک هاي شاخص کارت نمونه مرجع(آبي)

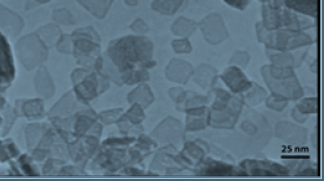
تصوير تهيه شده توسط ميکروسکوپ الکتروني که نشان دهنده نانو مکعب هاي بوهميت مي باشد

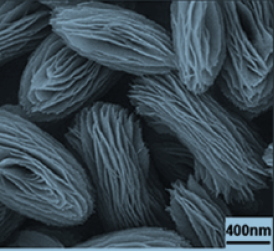
موفولوژي لايه لايه نانوساختار بوهميت

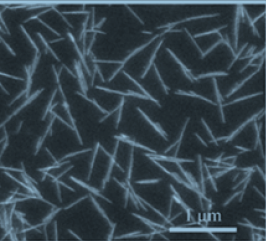
نانو ميله هاي سنتز شده بوهميت

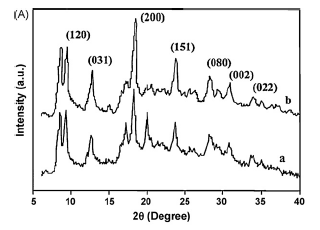
a)نمونه سنتز شده b)نمونه مرجع بوهميت

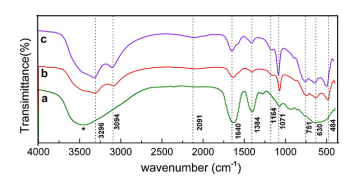
اناليزFTIR نمونه هاي بوهميت سنتز شده شده در زمان هاي متفاوت

## منبع
- پردیس کشاورزی ایران

1. ↑  Mishra, D.; Anand, S.; Panda, R. K.; Das, R. P. "Effect of anions during hydrothermal preparation of boehmites". Materials Letters (به انگلیسی). 53 (3): 133–137. ISSN 0167-577X.
2. ↑  Behera, P. S.; Sarkar, R.; Bhattacharyya, S. (2016-04-01). "Nano Alumina: A Review of the Powder Synthesis Method". Interceram - International Ceramic Review (به انگلیسی). 65 (1): 10–16. doi:10.1007/BF03401148. ISSN 2523-8957.
3. ↑  Šubrt, Jan; Štengl, Václav; Bakardjieva, Snejana; Szatmary, Lorant (2006-10-24). "Synthesis of spherical metal oxide particles using homogeneous precipitation of aqueous solutions of metal sulfates with urea". Powder Technology (به انگلیسی). 169 (1): 33–40. doi:10.1016/j.powtec.2006.07.009. ISSN 0032-5910.
4. ↑  Kong, Jian; Chao, Bingxuan; Wang, Teng; Yan, Yulong (2012-10-01). "Preparation of ultrafine spherical AlOOH and Al2O3 powders by aqueous precipitation method with mixed surfactants". Powder Technology (به انگلیسی). 229: 7–16. doi:10.1016/j.powtec.2012.05.024. ISSN 0032-5910.
5. ↑  Shang, Xingfu; Wang, Xueguang; Nie, Wangxin; Guo, Xuefeng; Zou, Xiujing; Ding, Weizhong; Lu, Xionggang (2012-09-15). "A template-free synthesis of mesoporous crystalline γ-alumina through partial hydrolysis of aluminum nitrate aqueous solution". Materials Letters (به انگلیسی). 83: 91–93. doi:10.1016/j.matlet.2012.05.109. ISSN 0167-577X.
6. ↑  Zhang, Xin; Wu, Yiyong; Liu, Gang; He, Shiyu; Yang, Dezhuang (2008-06-02). "Investigation on sol–gel boehmite-AlOOH films on Kapton and their erosion resistance to atomic oxygen". Thin Solid Films (به انگلیسی). 516 (15): 5020–5026. doi:10.1016/j.tsf.2008.01.023. ISSN 0040-6090.
7. ↑  Li, Guangci; Liu, Yunqi; Liu, Di; Liu, Lihua; Liu, Chenguang (2010-10-01). "Synthesis of flower-like Boehmite (AlOOH) via a simple solvothermal process without surfactant". Materials Research Bulletin (به انگلیسی). 45 (10): 1487–1491. doi:10.1016/j.materresbull.2010.06.013. ISSN 0025-5408.
8. ↑  Haghnazari, Nahid; Abdollahifar, Mozaffar; Jahani, Farahnaz (2017-10-12). "The Effect of NaOH and KOH on the Characterization of Mesoporous AlOOH Nanostructures in the Hydrothermal Route". Journal of the Mexican Chemical Society. 58 (2). doi:10.29356/jmcs.v58i2.163. ISSN 2594-0317.
9. ↑  Bugosh, John (1961-10-01). "COLLOIDAL ALUMINA—THE CHEMISTRY AND MORPHOLOGY OF COLLOIDAL BOEHMITE". The Journal of Physical Chemistry. 65 (10): 1789–1793. doi:10.1021/j100827a024. ISSN 0022-3654.
10. 1 2  Zhang, Liangmiao; Lu, Wencong; Cui, Rongrong; Shen, Shanshan (2010-04-01). "One-pot template-free synthesis of mesoporous boehmite core–shell and hollow spheres by a simple solvothermal route". Materials Research Bulletin (به انگلیسی). 45 (4): 429–436. doi:10.1016/j.materresbull.2009.11.010. ISSN 0025-5408.
11. ↑  «https://www.researchgate.net/publication/274085399_Effect_of_pH_on_the_characteristics_of_boehmite_nanostructures_synthesized_using_hydrothermal_method». پیوند خارجی در |title= وجود دارد (کمک)
12. ↑  Hou, Hongwei; Zhu, You; Tang, Gangling; Hu, Qingyuan (2012-06-01). "Lamellar γ-AlOOH architectures: Synthesis and application for the removal of HCN". Materials Characterization (به انگلیسی). 68: 33–41. doi:10.1016/j.matchar.2012.03.001. ISSN 1044-5803.
13. ↑  He, Taobo; Xiang, Lan; Zhu, Wancheng; Zhu, Shenlin (2008-06-30). "H2SO4-assisted hydrothermal preparation of γ-AlOOH nanorods". Materials Letters (به انگلیسی). 62 (17): 2939–2942. doi:10.1016/j.matlet.2008.01.078. ISSN 0167-577X.
14. ↑  Parida, K. M.; Pradhan, Amaresh C.; Das, J.; Sahu, Nruparaj (2009-01-15). "Synthesis and characterization of nano-sized porous gamma-alumina by control precipitation method". Materials Chemistry and Physics (به انگلیسی). 113 (1): 244–248. doi:10.1016/j.matchemphys.2008.07.076. ISSN 0254-0584.